# Jean Le Jeune
Pour les articles homonymes, voir Le Jeune.
Jean Le Jeune, ou Jean Le Josne, (né à Amiens en 1410 et mort à Rome le 9 septembre 1451) est un cardinal français  du XVe siècle. Il est successivement évêque de Mâcon, d'Amiens, de Couserans et de Thérouanne, puis légat du pape.

## Biographie

### Origines familiales
Jean Le Jeune était le fils de Robert Le Jeune, natif d'Arras de modeste extraction, entré au service de Jacques Petit, un chanoine du chapitre cathédral d'Amiens, en 1390. Ayant remarqué ses aptitudes intellectuelles, celui-ci l'envoya à Paris faire des études de droit. Il revint à Amiens en 1410 et devint bailli de l'évêché en 1418. Ayant pris le parti du duc de Bourgogne, Robert le Jeune devint bailli d'Amiens et fit embrasser à son fils Jean, la carrière ecclésiastique.

### Carrière ecclésiastique
Jean Le Jeune devint chanoine du chapitre cathédral d'Amiens, en 1424 puis recteur de l'université romaine et doyen de  la cathédrale de Nantes avant d'être élu évêque de Mâcon en 1431. Le 13 juillet 1433, il devint évêque d'Amiens mais en 1436, il fut transféré au diocèse de Couserans (Saint-Lizier) puis enfin au diocèse de Thérouanne de 1436 à 1451. 
Le 22 septembre 1435, il assista à la signature du traité d'Arras qui réconciliait le roi de France et le duc de Bourgogne et octroyait à ce dernier les villes de la Somme.
En 1438, Jean Le Jeune assista au concile de Ferrare-Florence en qualité d'ambassadeur du duc de Bourgogne.
Le pape Eugène IV le créa cardinal lors du consistoire du 18 décembre 1439. Le cardinal Le Jeune participe au conclave de 1447, lors duquel Nicolas V est élu pape. Il est nommé légat à Milan, en Lombardie et à Ferrare. 
Il mourut à Rome le 9 septembre 1451, on soupçonna un empoisonnement.